# 新撫区
新撫区（しんぶ-く）は中華人民共和国遼寧省撫順市に位置する市轄区。撫順市の政治、経済、文化、交通の中心である。

## 行政区画
6街道弁事処、1郷を管轄する。
- 街道弁事所：站前街道、福民街道、新撫街道、楡林街道、永安台街道、劉山街道
- 郷：千金郷

## 商業
- 東三路歩行街

## 交通
- 瀋撫都市間鉄道

## 教育
- 撫順市第五十中学
- 民主小学
- 北台小学
- 南台小学

## 公共機関
- 撫順鉱務局
- 撫順鉱務局医院